# Episodi di Space Ghost Coast to Coast (settima stagione)
La settima stagione della serie animata Space Ghost Coast to Coast, composta da 8 episodi, è stata trasmessa negli Stati Uniti, da Cartoon Network e Adult Swim, dal 7 maggio 2001 al 12 maggio 2002.
In seguito alla trasmissione dei primi due episodi su Cartoon Network, la serie è stata trasferita su Adult Swim il 2 settembre 2001. Un episodio aggiuntivo è stato programmato per la stagione ma non è stato mai prodotto: Drop Out con l'ospite speciale Merrill Markoe.
In Italia la stagione è inedita.
| nº | Titolo originale                 | Prima TV USA     |
| -- | -------------------------------- | ---------------- |
| 1  | Kentucky Nightmare               | 7 maggio 2001    |
| 2  | The Justice Hole                 | 22 luglio 2001   |
| 3  | Knifin' Around                   | 2 settembre 2001 |
| 4  | Flipmode                         | 14 ottobre 2001  |
| 5  | Sweet for Brak                   | 18 novembre 2001 |
| 6  | Mommentary                       | 30 dicembre 2001 |
| 7  | Mommentary: Creator's Commentary | 12 maggio 2002   |
| 8  | Mommentary: Jelly Bean           | 12 maggio 2002   |

## Kentucky Nightmare

Space Ghost mentre intervista Willie Nelson. Vicino a lui si possono vedere Shark, la nuova mascotte dello show, e un orso che vaga nello studio.

- Titolo originale: Kentucky Nightmare
- Scritto da: Matt Maiellaro, Dave Willis

### Trama
Space Ghost lascia lo show al proprietario di un negozio di liquori, ed è costretto a utilizzare uno squalo come nuova mascotte. Tuttavia rivaluta le cose quando un orso selvatico entra nello studio e comincia a vagare sul set, sconvolgendo la normale routine e attaccando ripetutamente il supereroe senza che lo squalo lo difenda. Lo squalo esplode improvvisamente e viene circondato da gigantesche api spaziali.
- Guest star: Willie Nelson.
- Note: L'animazione dello squalo è stata riciclata dall'episodio L’amico degli squali della serie animata Sealab 2020. Lo squalo verrà in seguito riutilizzato nell'episodio Escape from Leprauchpolis di Aqua Teen Hunger Force e come antagonista principale in 12 oz. Mouse. L'orso selvatico è stato riutilizzato come personaggio secondario di Perfect Hair Forever.

## The Justice Hole
- Titolo originale: The Justice Hole
- Scritto da: Matt Maiellaro, Dave Willis

### Trama
Space Ghost ha un attacco d'ira e dopo aver minacciato Zorak decide di lasciare lo show. Mentre se ne va, per la gioia di Zorak e Moltar, arriva l'ospite speciale Dave Thomas e i tre si divertono insieme. Space Ghost cerca di fare amicizia con i supereroi della Hole of Justice, ma finisce per essere picchiato dagli stessi.
- Guest star: Dave Thomas.

## Knifin' Around
- Titolo originale: Knifin' Around
- Scritto da: Matt Maiellaro, Dave Willis

### Trama
Space Ghost usa Moltar come finto ospite speciale per tenere distratto Thom Yorke mentre copia illegalmente il nuovo album dei Radiohead. Nel frattempo, Space Ghost scopre di essere sposato con Björk ma a causa della sua eccentricità, dice che odia essere un marito. 
- Guest star: Björk, Thom Yorke.

## Flipmode
- Titolo originale: Flipmode
- Scritto da: Matt Maiellaro, Dave Willis

### Trama
Zorak viene presumibilmente ucciso mentre le luci sono spente. Space Ghost intervista Busta Rhymes come sospetto. Zorak si alza in piedi, rivelando che stava semplicemente fingendo di essere morto e si rifiuta di farlo poiché pensa che la sceneggiatura faccia schifo. Space Ghost colpisce Zorak con una chiave inglese, uccidendolo per davvero. C'è una perdita di gas in studio, il che fa sì che tutti abbiano delle allucinazioni. Zorak riprende conoscenza e Space Ghost decide di portarlo all'ospedale. Invece di andare all'ospedale, Space Ghost porta Zorak e Moltar al negozio di alimentari. Più tardi, tornati in studio, Zorak striscia nel condotto di riscaldamento e si rifiuta di uscire.
- Guest star: Busta Rhymes.

## Sweet for Brak
- Titolo originale: Sweet for Brak
- Scritto da: Matt Maiellaro, Dave Willis

### Trama
Space Ghost rivela di essere infastidito dal successo dello spin-off The Brak Show di Brak. Zorak ottiene il suo episodio pilota intitolato Blood Dumpster, dove dovrà inseguire Space Ghost mentre brandisce delle lame. Più tardi, Zorak insegna alla band Tenacious D come esibirsi.
- Guest star: Tenacious D.

## Mommentary
- Titolo originale: Mommentary
- Scritto da: Matt Maiellaro, Dave Willis

### Trama
Edizione speciale di Kentucky Nightmare con commento fornito da Harriet Lazzo, Rachel Maiellaro e Sharon Willis, rispettivamente le madri di Mike Lazzo, Matt Maiellaro e Dave Willis.
- Guest star: Willie Nelson.

## Mommentary: Creator's Commentary
- Titolo originale: Mommentary: Creator's Commentary
- Scritto da: Matt Maiellaro, Dave Willis

### Trama
Edizione speciale di Mommentary con commenti forniti da Mike Lazzo, Matt Maiellaro e Dave Willis in risposta ai commenti delle loro madri.
- Guest star: Willie Nelson.

## Mommentary: Jelly Bean
- Titolo originale: Mommentary: Jelly Bean
- Scritto da: Matt Maiellaro, Dave Willis

### Trama
Edizione speciale di Mommentary con nuovi commenti forniti da Mike Lazzo, Matt Maiellaro e Dave Willis.
- Guest star: Willie Nelson.